# Frammersbach
Frammersbach è una Marktgemeinde (= comune con diritto di mercato) situato nella Bassa Franconia, nel circondario del Meno-Spessart.

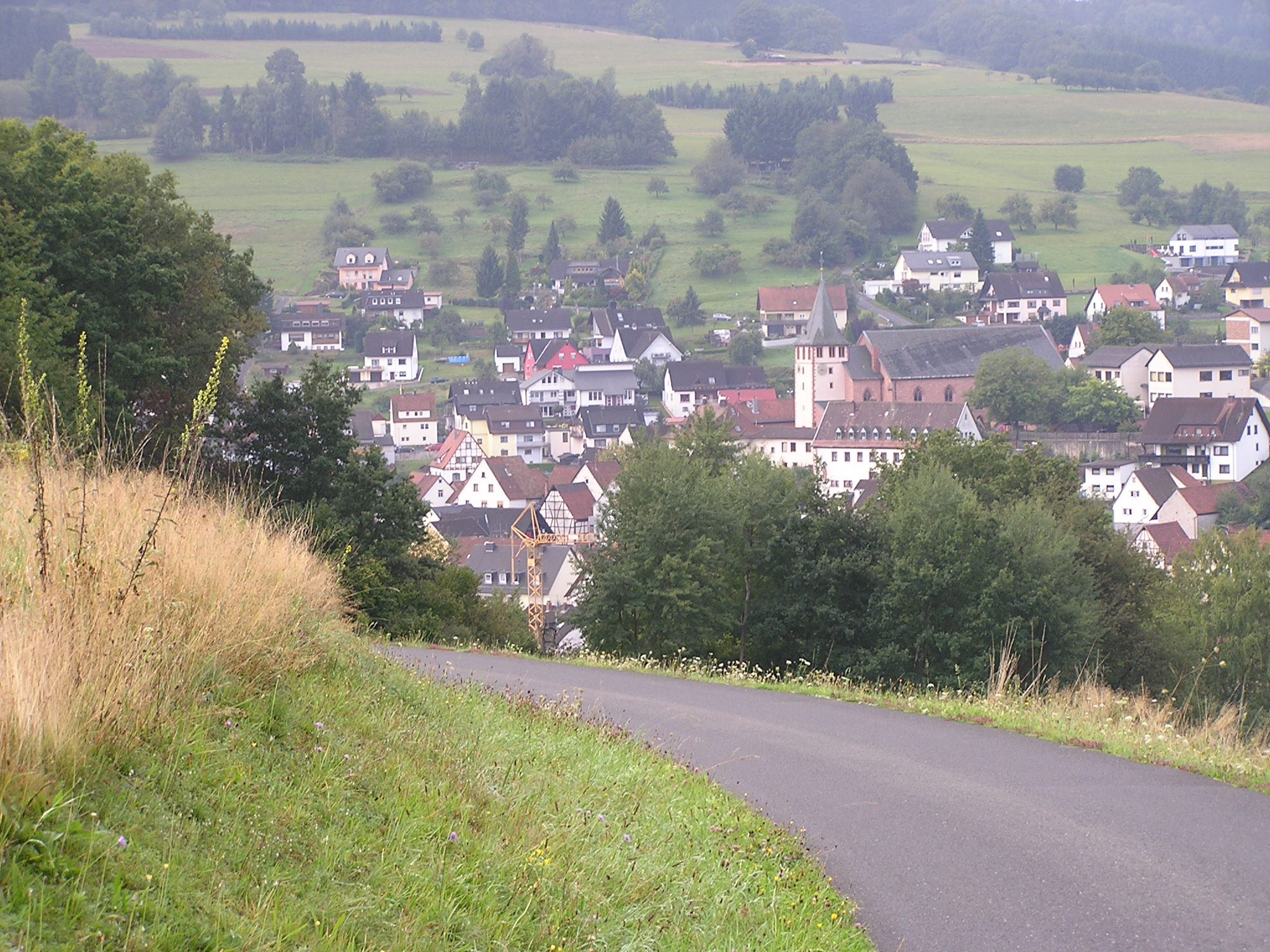
Frammersbach dal Bäckersberg (Colle del panificatore)

## Geografia fisica
Frammersbach si trova tra Würzburg ed Aschaffenburg nel Parco Naturale dello Spessart. L'ex paese dei carrettieri è una delle colonizzazioni più vecchie dello Spessart, la foresta di latifoglie e mista più grande in Germania. Il capoluogo comprende Herbertshain(= Bosco di Erberto), la Hofreith(= Villa di Corte), Schwartel(= Valnera) e l'öliges Ende(= Finale di Oliveto).

### Frazioni
Habichsthal (= Valle dell'astore; dal 1975, prima era un comune indipendente).

## Storia
Originariamente Frammersbach era parte dell'arcivescovato di Magonza, dal 1814 della Baviera. Il suo fonte storico più importante è il Sechserbuch rielaborato da Rainer Leng. Il libro presenta nelle sue 304 pagine l'attività dei agrimensori nello Spessart alla svolta tra medioevo ed età moderna, incluse le decisioni del tribunale del villaggio dal 1572 al 1764.

### Stemma
Nello stemma comunale sono raffigurati un carrettiere, la ruota di Magonza e le fasce della contea di Rieneck.

## Infrastrutture e trasporti
L'aeroporto più vicino è quello di Francoforte, distante circa 80 km.

## Cultura e folklore
- L'evento più importante nel corso dell'anno è la sagra "Kirb" che si tiene nell'ultimo weekend di agosto. La comunità degli adulti accoglie i diciassettenni secondo rituali fissi e con enorme quantità di alcool. In questo modo, nei tempi passati, i giovani festeggiavano la fine del loro tirocinio.
- Fuhrmanns- und Schneidermuseum (Museo dei carrettieri e sarti)

### Chiese e santuari
- Pieve di San Bartolomeo,
- Pieve di Santa Tecla (nella frazione di Habichsthal),
- Evangelische Friedenskirche (Chiesa luterana della Pace),
- Kreuzkapelle (Santa Croce) situata sulla collina nel bosco.
- Gläsernes Heiliges

### Sport
- Stabilimento balneare comunale su 4 terrazze con 4 piscine in un terreno di 3 ettari.
- Ski-lift
- Pista di decollo per parapendio
- Percorsi mountainbike (2005 sede del campionato europeo)

### Rifugi
- Skihütte (aperto i festivi dalle 9 alle 20, il mercoledì dalle 14 alle 18, nel periodo invernale tutti i giorni in caso di neve)

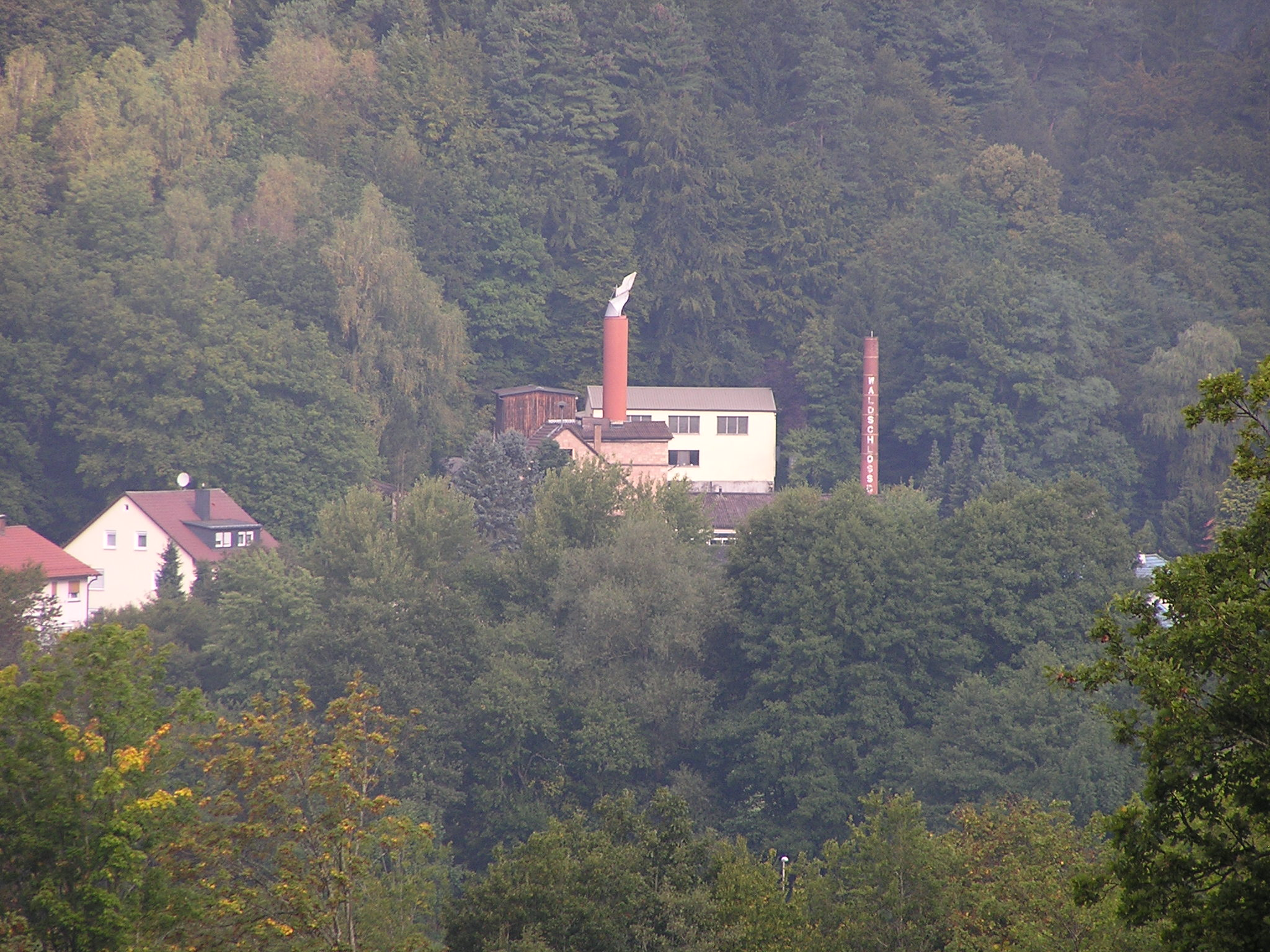
Waldschloss-Brauerei dal Bäckersberg

- Fußballerhütte

## Economia ed industria
- Birrificio "Waldschloss-Brauerei"